# Templo de Tampico
El templo de Tampico, México, es uno de los templos construidos y operados por la Iglesia de Jesucristo de los Santos de los Últimos Días en las inmediaciones de Tampico, Tamaulipas, una ciudad de aproximadamente 212,000 habitantes. Hay aproximadamente 18,000 miembros de la iglesia en la ciudad. Es el templo número 83 construido por la iglesia y el sexto construido en México, ubicado en la vecina Ciudad Madero, parte del zona metropolitana de Tampico.
Antes de la dedicación del templo en Tamaulipas, los fieles locales cruzaban la cordillera Sierra Madre Oriental para asistir al templo de la Ciudad de México construido en 1983.

## Anuncio
Los planes para la construcción del templo en Tampico se anunciaron el 8 de julio de 1998 mediante una carta dirigida a las autoridades generales del área. Es uno de los templos de menores proporciones que la iglesia promovió desde abril de 1998 con el fin de tener un total de 100 templos alrededor del mundo antes de que finalizara el año 2000. El templo de Tampico fue el número 27 construido del mismo diseño de menores proporciones a nivel mundial, con un salón de investiduras, un salón de sellamientos matrimoniales y el tradicional baptisterio. La sala de investiduras cuenta con dos salones para que la ceremonia eclesiástica ocurra de manera progresiva en dos estadios. Como todos los templos de menor tamaño, el templo de Tampico no cuenta con servicio de cafetería, alquiler de ropa para el templo y lavandería para uso limitado. 
La iglesia decidió construir su templo en una colina baldía que la iglesia ya poseía llamada "cerro de los conejos". La ceremonia de la palada inicial tuvo lugar el 28 de noviembre de 1998, presidida por las autoridades generales de la iglesia en esa área y con la asistencia de unas 930 personas.
El primer templo SUD en México fue construido en la Ciudad de México en 1983, y para el 2016 se habían construido 13 templos en el país.

## Construcción
El templo de Tampico tiene un diseño clásico moderno de un solo pináculo con un total de 990 metros cuadrados (10 656,3 ft²) de construcción sobre un terreno de 1,2 hectáreas (3 acre). El diseño contiene dos salones de ordenanzas progresivas para las investiduras eclesiásticas de los fieles y dos salones con altares matrimoniales. El exterior del templo es similar a los acabados de los templos de menores proporciones con leves diferencias adaptadas a la cultura de la localidad. El templo es de mármol extraído de canteras de Torreón y abigarrado con estilo Guardiano, similar al Imperial Danby blanco extraído de Vermont, que se usó en los templos de menores proporciones en los Estados Unidos. El resto de la configuración es idéntica a la de los restantes templos menores del mundo. El templo de Tampico es el número 32 de 38 templos que utilizaron este diseño, el primero de ellos siendo el Templo de Spokane.

## Dedicación
El templo SUD de Tampico fue dedicado para sus actividades eclesiásticas en cuatro sesiones, el 20 de mayo de 2000, por Thomas S. Monson, miembro de la Primera Presidencia de la iglesia SUD. Monson fue quien organizó la primera estaca en Tampico en 1972.
Con anterioridad a ello, la iglesia permitió un recorrido público del interior y las instalaciones del templo la semana del 24 de junio al 1 de julio del mismo año, al que asistieron 15.000 visitantes. Unos 5.400 miembros de la iglesia e invitados asistieron a la ceremonia de dedicación, que incluye una oración dedicatoria. Tres templos fueron dedicados en dos días: un día después de la dedicación del Templo de Tampico, Monson dedicó el templo de Villahermosa al mismo tiempo que James E. Faust dedicaba el templo de Nashville en el estado estadounidense de Tennessee.
El templo SUD de Tamaulipas atiende a miles de miembros de la iglesia SUD repartidos en 12 estacas del área, incluyendo Papantla de Olarte, Túxpam de Rodríguez Cano y Poza Rica de Hidalgo y Ciudad Valles.

## Pandemia 2019
El 25 de marzo de 2020 la iglesia solicitó el cierre de todos sus templos como respuesta preventiva a la Pandemia de COVID-19. En mayo de ese año la iglesia aprobó la apertura de 17 templos a nivel mundial para realizar matrimonios por personas vivas, prohibiendo para entonces todas las ceremonias a favor de ancestros fallecidos. En junio fueron anunciados 12 templos que iniciarían la segunda fase de apertura permitiendo la investidura a favor de personas vivas con un nuevo modelo de este proceso ceremonial. Las ceremonias a favor de personas fallecidas, tradicional en los templos SUD incluyendo el bautismo por los muertos comenzó a reanudarse a comienzos de diciembre de 2020. El templo de Tampico fue uno de los últimos templos en comenzar esta tercera fase de reapertura en 2020, abriendo en fase 2 ese mes.